# Giulio Gaist
Giulio Gaist (Luzzara, 30 aprile 1925 – Pescara, 16 ottobre 2007) è stato un chirurgo italiano.
Conseguì a Bologna la laurea in medicina nel 1950. Nel 1958 divenne aiuto neurochirurgo; poi, dal 1959, iniziò a tenere lezioni presso la clinica oculistica dell'Università di Bologna. Nel 1969 raggiunse la carica di primario di neurochirurgia all'ospedale Bellaria: la mantenne per 25 anni, fino al 1993.
Gaist fu autore di oltre 17.000 interventi e 300 pubblicazioni.
Il primo riconoscimento pubblico al suo lavoro arrivò nel 1988, quando viene insignito dell'onorificenza di Cavaliere di Gran Croce per meriti scientifici. Inoltre il 16 novembre 1996, il Comune di Bologna gli assegnò l'Archiginnasio d'oro, massimo riconoscimento cittadino. Fu una persona di altissime doti, umane e professionali, con un bellissimo rapporto coi pazienti, compresi i bambini.
In quell'occasione pronunciò la frase: "Non dobbiamo curare una malattia ma un uomo malato".
Il 9 novembre 2012 gli venne intitolata una strada all'interno dell'Ospedale Bellaria di Bologna